# Orthocladius tamaputridus
Orthocladius tamaputridus är en tvåvingeart som beskrevs av Sasa 1981. Orthocladius tamaputridus ingår i släktet Orthocladius och familjen fjädermyggor. Inga underarter finns listade i Catalogue of Life.